# Dejan Nemec
Dejan Nemec (ur. 1 marca 1977 w Murskiej Sobocie) – słoweński piłkarz grający na pozycji bramkarza.
Był piłkarzem następujących klubów: NK Mura (1995–2000), belgijskiego Club Brugge (2000–2004), NK Domžale (2004–2009), NK Beltinci (2009–2012 i 2014) i NK Kobilje (2012–2014). Wraz z Club Brugge w sezonie 2001/2002 zdobył krajowy puchar, natomiast wraz z NK Domžale dwukrotnie zdobył mistrzostwo kraju (2006/2007 i 2007/2008).
Wraz z reprezentacją Słowenii wystąpił na Mistrzostwach Europy w Piłce Nożnej 2000 i Mistrzostwach Świata w Piłce Nożnej 2002, będąc na obu turniejach zawodnikiem rezerwowym. W kadrze rozegrał jeden mecz – miało to miejsce 12 lutego 2002 w przegranym 1:5 towarzyskim meczu z Hondurasem.